# Дудышкин, Александр Яковлевич
Александр Яковлевич Дудышкин (1881—1953) — участник Белого движения на Юге России, корпусной инженер Добровольческого корпуса, полковник.

## Биография
Из потомственных дворян Тульской губернии. Сын генерал-майора Якова Геннадьевича Дудышкина (1849—1906). Младший брат Михаил (1891—1961) — штабс-ротмистр 3-го уланского полка, участник Белого движения, в эмиграции Югославии.
Окончил 1-й Московский кадетский корпус (1899) и Николаевское инженерное училище (1902), откуда выпущен был подпоручиком в 5-й саперный батальон.
Произведен в поручики 1 октября 1904 года. В 1907 году окончил дополнительный курс Николаевской инженерной академии и 25 мая того же года «за отличные успехи в науках» произведен был в штабс-капитаны с переводом в военные инженеры. Произведен в капитаны 29 марта 1909 года. 11 мая 1909 года переведен в 5-й саперный батальон, 5 марта 1910 года — в 5-й понтонный батальон, а 26 сентября того же года — в 21-й саперный батальон. Во время службы в Киеве состоял хозяином Киево-Печерского военного собрания.
23 апреля 1911 года переведен в 14-й саперный батальон, в рядах которого и вступил в Первую мировую войну. За боевые отличия был награжден несколькими орденами, в том числе орденом Св. Анны 4-й степени с надписью «за храбрость». Произведен в подполковники 24 июня 1916 года со старшинством с 10 апреля 1916. Приказом армии и флоту от 9 апреля 1917 года установлено старшинство в чине подполковника с 19 ноября 1915, приказом от 21 апреля 1917 года — с 19 ноября 1914. Позднее в 1917 году был назначен корпусным инженером 21-го армейского корпуса.
В Гражданскую войну участвовал в Белом движении на Юге России в составе Добровольческой армии и ВСЮР. В 1918 году — в Марковской инженерной роте, затем состоял в распоряжении начальника инженерных снабжений, заведующим инженерной частью Управления начальника снабжений. Был корпусным инженером Добровольческого корпуса, в который была сведена Добровольческая армия, и начальником инженерно-технического отдела ВСЮР в Югославии. Произведен в полковники.
В эмиграции в Югославии. В годы Второй мировой войны служил в Русском корпусе. С 8 октября 1941 года назначен командиром 4-й технической роты 2-го батальона 1-го полка, с 31 октября того же года — командиром 3-го батальона 2-го полка (в чине гауптмана). После войны переехал в Марокко, где работал инженером-архитектором. Был председателем местного отдела РОВС и Союза чинов Русского корпуса. Скончался в 1953 году в Касабланке. Похоронен на кладбище Бен М'Сик. Был женат.

## Награды
- Орден Святого Станислава 3-й ст. (ВП 6.12.1908)
- Орден Святого Владимира 4-й ст. с мечами и бантом (ВП 25.03.1915)
- Высочайшее благоволение «за отличия в делах против неприятеля» (ВП 16.02.1916)
- Орден Святой Анны 4-й ст. с надписью «за храбрость» (ВП 17.07.1916)